# Домашна ябълка
Домашната ябълка (на латински: Malus domestica, преходни говори: ябука, костурски говор: лапка, лерински говор: ябъка) е вид растение от семейство розови (Rosaceae), широко култивиран заради плодовете които дава. Съществуват приблизително около 20 хил. разновидности (подвидове и сортове) на домашната ябълка, от които половината са от американски произход, приблизително 2000 са британски и около 2000 са китайски.
Най-често ябълковите дървета се отглеждат в овощни градини.